# کرولوسکی لاس
کرولوسکی لاس (به لهستانی:  Królewski Las) یک روستا در لهستان است که در گمینا گورا کالواریا واقع شده‌است.